# Rejon zianczuriński
Rejon zianczuriński (ros. Зианчуринский район) - jeden z 54 rejonów w Baszkirii. Stolicą regionu jest Isjangulowo.
100% populacji stanowi ludność wiejska, ponieważ w regionie nie ma żadnego miasta.